# El hombre de la bandera
«El hombre de la bandera» es el nombre dado a una fotografía tomada el 28 de febrero de 2010 por el fotógrafo de la Associated Press Roberto Candia.

## Descripción
La fotografía muestra al artesano Bruno Sandoval en una zona arrasada de la localidad costera de Pelluhue, en la Región del Maule, portando una bandera chilena rajada y sucia, al día siguiente del terremoto de 8,8 MW y posterior tsunami que afectó a la zona centro-sur de Chile.

La bandera representa lo que le pasó a Chile. Está sucia, rota, embarrada. La desenterré. Roberto (Candia) me indica que me quede un rato con ella en la mano. Yo pensaba que era una señal de que Chile todavía está en pie y la bandera arriba.
Bruno Sandoval, «el hombre de la bandera».

## Reacciones
La fotografía se convirtió en todo un símbolo de la catástrofe, siendo destacada en medios internacionales como The New York Times o The Boston Globe, y fue utilizada como foto oficial de la teletón solidaria Chile ayuda a Chile.
La imagen fue rápidamente difundida a través de las redes sociales como Facebook o Twitter, y llegó a convertirse en un fenómeno de Internet, mediante la alteración con Photoshop de los escenarios en que se ubica el llamado «hombre de la bandera».
La bandera de la foto fue entregada en mayo de 2010 por Daniel Marín, quien afirmó ser su dueño, al presidente de la Asociación Nacional de Fútbol Profesional Harold Mayne-Nicholls, con el fin de que ésta fuera izada en el lugar de concentración de la selección chilena de fútbol en Nelspruit, Sudáfrica, durante el mundial de fútbol realizado ese año. Posteriormente fue izada al exterior de la Mina San José, en la región de Atacama, tras el accidente que dejó a 33 mineros atrapados en agosto de 2010.
Una copia de la fotografía fue depositada en la Cápsula Bicentenario, enterrada en la Plaza de Armas de Santiago en septiembre de 2010.
En 2015 Bruno Sandoval señaló a La Cuarta que sentía que «nunca nos reconocieron, o al fotógrafo. Siento que no le dieron la importancia que se merece a esa imagen. El chileno olvida muy rápido».
Durante el Festival de Viña del Mar de 2020, como forma de conmemorar el terremoto ocurrido 10 años antes, se mostró en el escenario la imagen. Sandoval alegó que no había sido consultado ni habría autorizado el uso de la imagen en el certamen. El 23 de diciembre de 2020 presentó una demanda contra las señales organizadoras (TVN y Canal 13) y el municipio de Viña del Mar, alegando perjuicios y una indemnización.